# Moritz Warburg
Moritz Warburg, auch Moses Warburg (* 18. Juni oder 28. Juni 1810 in Altona; † 15. April 1886 ebenda) war ein deutscher Jurist und Politiker.

## Leben und Wirken
Moses Warburg war als Mitglied der Familie Warburg ein Sohn des Bankiers Wulff Salomon Warburg und dessen Ehefrau Bela, geborene Stieber, genannt Betty Lazarus. Sein Bruder Pius Warburg arbeitete ebenfalls als Bankier.
Warburg ging ab 1823 in Wolfenbüttel zur Schule. Danach wechselte er an das Altonaer Christianeum, das er im März 1831 verließ. Er interessierte sich sehr für das Bankwesen, folgte aber dem Wunsch seines Vaters und studierte ab dem Sommersemester 1832 Jurisprudenz in Heidelberg, danach in Berlin. Im Wintersemester 1833/34 wechselte er nach Kiel, wahrscheinlich, um das Biennium zu absolvieren, das notwendig war, um in den Herzogtümern eine Stelle zu erhalten.
Ostern 1836 legte Warburg das Examen ab und bekam im 2. Charakter eine Auszeichnung. Danach war er bis 1849 als Untergerichtsadvokat in den Herzogtümern, Prokurator im Oberpräsidium und beim Altonaer Niedergericht tätig. Von 1850 bis 1866 arbeitete er als Obergerichtsadvokat und Notar in Altona, danach von 1867 bis 1879 als Rechtsanwalt und Notar. 1875 wurde er zum Justizrat ernannt. Neben der Arbeit als Jurist hielt er stille Anteile an dem von seinem Vater gegründeten Bankhaus Wulff Salomon Warburg.
Warburg engagierte sich als erklärter Liberaler in der Politik. Während der Schleswig-Holsteinischen Erhebung gehörte er der Schleswig-Holsteinischen Landesversammlung an. Nachdem Preußen die Herzogtümer annektiert hatte, vertrat er von 1867 bis zum altersbedingten Austritt 1885 sechs Legislaturperioden lang den 8. schleswig-holsteinischen Wahlbezirk (Altona-Ottensen-Neumühlen) im preußischen Abgeordnetenhaus. Er gehörte zunächst zum linken Zentrum, wechselte 1870 zur Deutschen Fortschrittspartei und 1884 zur Deutschen Freisinnigen Partei. Er stand insbesondere mit Eugen Richter in engem Kontakt.
Warburg galt als eine zunehmend verschlossene Persönlichkeit, die mit K. Groth, Gabriel Riesser und Anton Rée befreundet war. Er beteiligte sich bis zu seinem Tod am öffentlichen Leben und gehörte dem Vorstand der israelitischen Gemeinde Altonas.
Warburg wurde unter großer Anteilnahme auf dem jüdischen Friedhof von Ottensen beigesetzt.

## Familie
Warburg heiratete am 6. Januar 1841 in Altona Lea (Helene) Cohen (* 24. Februar 1820 in Hannover). Das Ehepaar hatte drei Söhne und zwei Töchter.
- Die Tochter Zippora (Sophie) (* 16. Oktober 1841 in Altona; † 17. Januar 1919 ebenda) heiratete den Pianisten und Komponisten Carl von Holten.
- Der Sohn Albert (* 1843 in Altona; † 1919 ebenda) war der letzte Inhaber des Bankhauses Wulff Salomon Warburg. 1855 folgte er auf seinen Onkel Pius Warburg als Stadtverordneter. Von 1898 bis 1910 arbeitete er als Präsident der Altonaer Industrie- und Handelskammer. 1910 wurde er zum Kommerzienrat, später zum Geheimen Kommerzienrat ernannt.

Helene Warburg litt seit 1852 an einer schweren Nervenkrankheit, die das Privatleben Moses Warburgs stark beeinträchtigte. Seine Frau wohnte später in der Irrenanstalt in Schleswig, wo sie am 4. Oktober 1868 starb.